# Pachycoleus
Pachycoleus is een geslacht van wantsen uit de familie van de Dipsocoridae (Veenmoswantsen). Het geslacht werd voor het eerst wetenschappelijk beschreven door Franz Xaver Fieber in 1860.

## Soorten
Het genus bevat de volgende soorten:

- Pachycoleus dogueti Péricart & Matocq, 2003
- Pachycoleus gracilis (Josifov, 1967)
- Pachycoleus japonicus (Miyamoto, 1964)
- Pachycoleus pusillimum (J. Sahlberg, 1870)
- Pachycoleus pusillimus (J. Sahlberg, 1870)
- Pachycoleus utnapishtim Linnavuori, 1984
- Pachycoleus waltli Fieber, 1860